# (35006) 1979 ON8
1979 ON8 (asteroide 35006) é um asteroide da cintura principal. Possui uma excentricidade de 0.18797570 e uma inclinação de 10.63952º.
Este asteroide foi descoberto no dia 24 de julho de 1979 por Schelte J. Bus em Siding Spring.